# Żarnów (gmina)
Żarnów (do 1954 gmina Topolice) – gmina miejsko-wiejska w województwie łódzkim, w powiecie opoczyńskim. W latach 1975–1998 gmina położona była w województwie piotrkowskim.
Siedziba gminy to Żarnów.

## Struktura powierzchni
Według danych z roku 2007 gmina Żarnów ma obszar 141,06 km², w tym:
- użytki rolne: 70%
- użytki leśne: 22%

Gmina stanowi 13,56% powierzchni powiatu opoczyńskiego.

## Rezerwaty przyrody
Na terenie gminy znajdują się następujące rezerwaty przyrody:
- rezerwat przyrody Jodły Sieleckie – chroni las z udziałem naturalnie odnawiającej się jodły oraz zachowanie śladów po wydobyciu syderytowych rud żelaza metodą duklową,
- częściowo rezerwat przyrody Diabla Góra – chroni porośnięte lasem izolowane wzgórze z wychodniami skał piaskowych, miejsce bitew partyzanckich okresu II wojny światowej

## Demografia

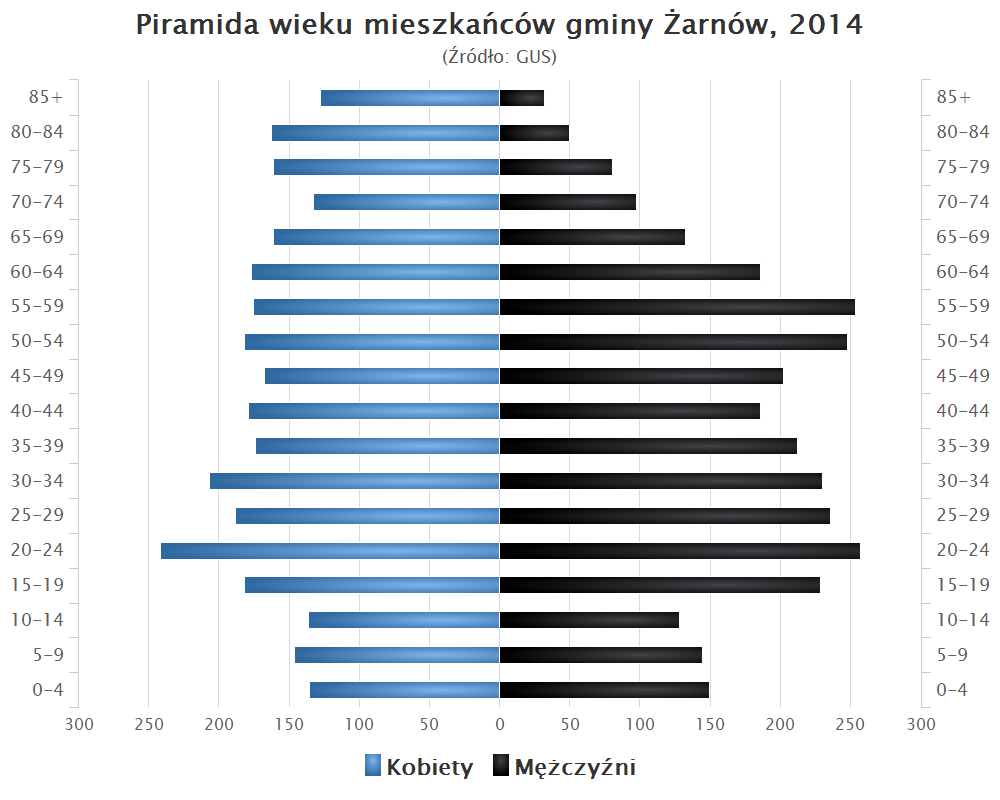
Piramida wieku mieszkańców gminy Żarnów w 2014 roku

Dane z 31 grudnia 2007
| Opis                              | Ogółem | Ogółem | Kobiety | Kobiety | Mężczyźni | Mężczyźni |
| --------------------------------- | ------ | ------ | ------- | ------- | --------- | --------- |
| jednostka                         | osób   | %      | osób    | %       | osób      | %         |
| populacja                         | 6181   | 100    | 3089    | 50,0    | 3092      | 50,0      |
| gęstość zaludnienia (mieszk./km²) | 44     | 44     | 22      | 22      | 22        | 22        |

Dane z 31 grudnia 2011
| Opis      | Ogółem | Ogółem | Kobiety | Kobiety | Mężczyźni | Mężczyźni |
| --------- | ------ | ------ | ------- | ------- | --------- | --------- |
| jednostka | osób   | %      | osób    | %       | osób      | %         |
| populacja | 6097   | 100    | 3016    | 49,47   | 3081      | 50,53     |

## Sołectwa
Afryka, Antoniów, Bronów, Budków, Dłużniewice, Grębenice, Chełsty, Jasion, Klew, Klew-Kolonia, Ławki, Malków, Marcinków, Myślibórz, Miedzna Murowana, Niemojowice, Nadole, Paszkowice, Pilichowice, Ruszenice, Siedlów, Sielec, Skórkowice, Soczówki, Straszowa Wola, Topolice, Trojanowice, Wierzchowisko, Zdyszewice, Żarnów.
Pozostałe miejscowości podstawowe
Adamów, Dąbie, Kamieniec, Malenie, Młynek, Nowa Góra, Poręba, Ruszenice-Kolonia, Skumros, Tomaszów, Widuch.

## Sąsiednie gminy
Aleksandrów, Białaczów, Fałków, Końskie, Paradyż, Przedbórz, Ruda Maleniecka